# Helina caesioides
Helina caesioides är en tvåvingeart som först beskrevs av Mario Bezzi 1908.  Helina caesioides ingår i släktet Helina och familjen husflugor. Inga underarter finns listade i Catalogue of Life.